# جاذبه جنسی در تبلیغات تجاری

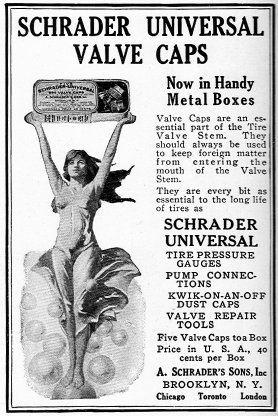
نمونه اولیه تصاویر جنسی در تبلیغات

جاذبه جنسی در تبلیغات تجاری یا سکس در تبلیغات، به استفاده از عناصری در تبلیغات تجاری گفته می‌شود که در مخاطب ایجاد کشش جنسی می‌کنند و به‌عنوان یکی از روش‌های افزایش فروش محصولات کاربرد دارد.
این عناصر می‌توانند تصاویر جذاب جنسی شامل برهنگی، دختران پین‌آپ یا مدل‌های مرد خوش هیکل و عضلانی باشند. استفاده از سکس در تبلیغات می‌تواند کاملاً آشکار یا ظریف و زیرکانه باشد؛ از نمایش بی‌پروای تصاویر تحریک‌کننده با هدف اغوای مخاطب تا به‌کارگیری سمبول‌ها و مفاهیم دو پهلو که بر ناخودآگاه بیننده تأثیر می‌گذارند.

## گالری

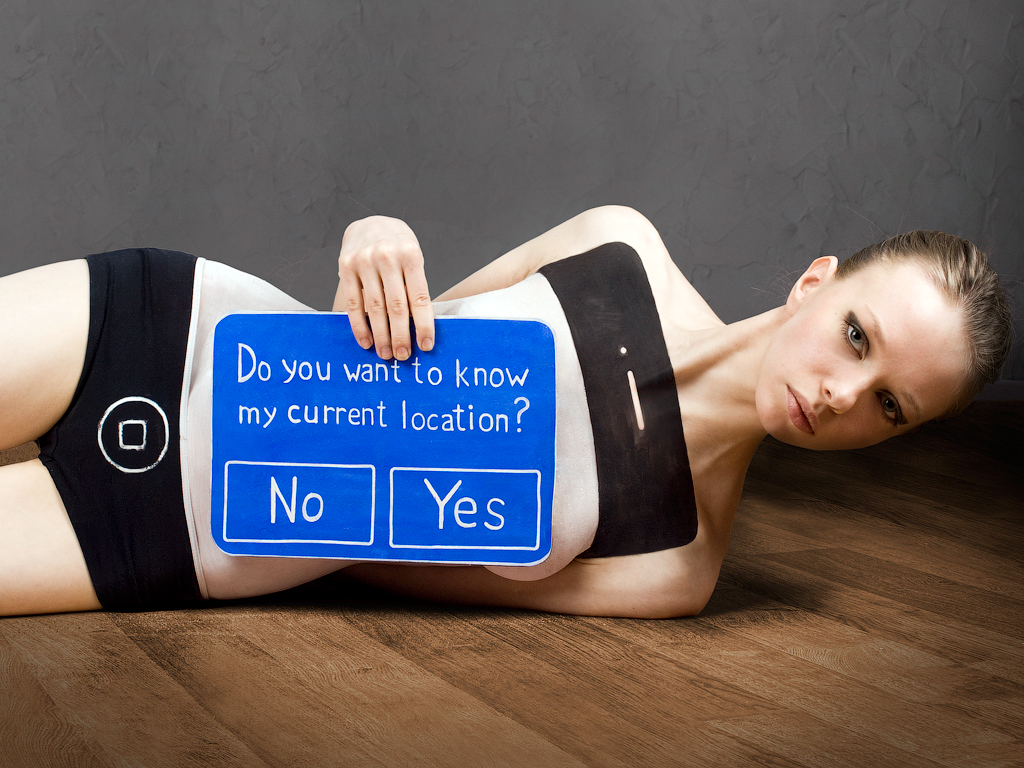
می خواهی مکان فعلی من را بدانی؟